# The King's Man: Почетак
King’s Man: Почетак (енгл. The King's Man) је шпијунски акциони филм из 2021. године, режисера, сценаристе и продуцента Метјуа Вона. Преднаставак је филмског серијала Kingsman, базираном на истоименом стрипу, креатора Дејва Гибонса и Марка Милара и објављеног од стране Марвеловог издавача, Ајкон комикса. Радња се фокусира на неколико догађаја током Првог светског рата и рођења организације Kingsman. Глумачку екипу чине Рејф Фајнс, Џема Артертон, Рис Иванс, Метју Гуд, Том Холандер, Харис Дикинсон, Данијел Брил, Џимон Хансу и Чарлс Денс.
Филм је издат 22. децембра 2021. у Сједињеним Државама и 26. децембра исте године у Уједињеном Краљевству, након што је неколико пута одложен због пандемије ковида 19. Добио је помешане критике критичара и зарадио је преко 125 милиона долара широм света, наспрам буџета од 100 милиона долара.

## Радња
Године 1902, британски аристократа Орландо, војвода од Оксфорда, његова супруга Емили и њихов млади син Конрад, као чланови Црвеног крста посећују концентрациони логор у Јужној Африци током Бурског рата. Током посете логору Емили је убијена приликом снајперског напада Бура, због чега пацифистички настројени Орландо закључује да свету треба неко да спречи такве сукобе пре него што до њих дође. 
Дванаест година касније, Орландо регрутује двоје својих слугу, Шолу и Поли, и ствара своју шпијунску мрежу посвећену заштити Уједињеног Краљевства и Британске империје од приближавања Великог рата. Иако његов син Конрад жели да добровољно приступи војсци и да се бори за отаџбину, његов претерано заштитнички отац убеђује лорда Кичнера, државног секретара за рат, да му не дозволи да се придружи војсци. 
По налогу Киченера, Конрад и Орландо возе се кроз Сарајево са Орландовим пријатељем надвојводом Францом Фердинандом, а Конрад спасава надвојводу од бомбе коју је бацио Гаврило Принцип, побуњеник који намерава да изазове рат. Принцип накнадно ипак успева у својој намери и убија Фердинанда и његову супругу Софију, након што је сасвим случајно аутомобил са надвојводом прошао поред њега. Орландова група, ослањајући се на информације од друштвено невидљиве послуге других угледних грађана широм Европе, сазнаје да је Принцип био део завере да се Немачко, Руско и Британско царство супротставе једно другом. Заверу је сковала група на челу са мистериозним Пастиром у свом тајном штабу на врху планине. Део групе је и руски мистик Григориј Распућин, поверљиви саветник руског цара Николаја. Распућин, по налогу Пастира, манипулише царом Николајем тако што му отрује сина, а лечи га тек након Николајевог обећања да ће Русија иступити из рата. Конарда о овој Распућиновој манипулацији обавештава његов рођак Феликс Јусупов.
Знајући да ће Западни фронт остати рањив ако Русија напусти рат, Конрад доставља ове информације Киченеру и његовом ађутанту, мајору Мортону, који бродом крећу за Русију да убеде цара да Русија остане у рату. Њихов брод торпедује подморница и убија их. Вест о Киченеровој смрти стиже до Орланда, подстичући га да крене у Русију са Шолом, Поли и Конрадом да се једном заувек обрачунају са Распућином и да сазнају ко се крије иза свега. На божићној забави коју је приредио кнез Јусупов, Орландо, Шола, Конрад и Распућин се боре. Окршај се завршава тек када Поли пуца и убије Распућина.
По Пастировом наређењу, Ерик Јан Ханусен, саветник кајзера Вилхелма II, шаље Цимерманов телеграм, надајући се да ће одвратити пажњу Британије и Сједињених Америчких Држава. Иако је британска обавештајна служба пресрела поруку и предала је САД, председник Вудро Вилсон одбија да се придружи рату без конкретних доказа. Пастир регрутује Владимира Лењина и наређује да са својим бољшевицима збаци цара и уклони Русију из рата, шаљући убицу да убије Романове. 
Успркос противљењу оца, Конард као пунолетан се придружује Гренадирској гарди. Орландо се састаје са краљем Џорџем V који му гарантује да ће задржати Конарда у Лондону и да му се неће ништа десити. Сазнавши да остаје у Лондону, Конард се замењује са младим војником капларом Арчијем Ридом и одлази на фронт, а Рид којем је дао кодно име „Ланселот” одлази код Орланда да му пренесе Конардову поруку.
Прерушен у Арчија, члана Црне страже, Конрад се добровољно јавља у мисију да оде на ничију земљу да би преузео информације које су се налазиле код рањеног британског агента, али је по повратку грешком замењен за немачког шпијуна и убијен. Информације које је Конард добио од британског агента биле су довољан доказ да председник Вилсон уђе у рат. Међутим, Вилсон и даље одбија. Орландова група сазнаје да је председник Вилсон уцењен филмом како га заводи један од Пастирових агената, Мата Хари. Орландо је проналази у америчкој амбасади и савлада је. Црвени шал који је носила био је направљен од кашмира. Исти такав шал имали су и Принцип и Распућин. Уз помоћ људи из кројачке радионице „Kingsman” сазнаје да је шал направљен од вуне која је ретка и производи се само у једном специфичном планинском региону. Идентификујући ову локацију као место где је смештена Пастирова оперативна база Орландо, Шола и Поли одлазе тамо и успевају да се пробију унутра.
Мортон, који је лажирао сопствену смрт и потопио бојни брод, открива се као Пастир. Орландо и Шола се боре и убијају Мортона док Поли враћа оригинални филмски негатив завођења председника Вилсона, што доводи до мобилизације и уласка САД у рат. Годину дана након рата, Орландо купује кројачку радњу „Kingsman” која постаје параван за нову организацију. Орландо, Шола, Поли, краљ Џорџ, Арчи Рид и амерички амбасадор чине осниваче и прве агенте нове службе „Kingsman”, свако од њих узима кодно име из легенде о краљу Артуру у част Конрада. У завршним сценама видимо да је Ханусен преузео идентитет Пастира и упознaје Владимира Лењина са убицом Романових − младим Адолфом Хитлером.

## Улоге
| Глумац                 | Улога                                 |
| ---------------------- | ------------------------------------- |
| Рејф Фајнс             | Орландо, војвода од Оксфорда / Артур  |
| Џема Артертон          | Полијана „Поли” Вилкинс / Галахад     |
| Рис Иванс              | Григориј Распућин                     |
| Метју Гуд              | капетан Мортон / Пастир               |
| Том Холандер           | Џорџ V Вилхелм II Николај II          |
| Харис Дикинсон         | Конрад Оксфорд                        |
| Александар Шо          | млади Конрад Оксфорд                  |
| Данијел Брил           | Ерик Јан Ханусен                      |
| Џимон Хансу            | Шола / Мерлин                         |
| Чарлс Денс             | Херберт Киченер                       |
| Арон Тејлор Џонсон     | Арчи Рид / Ланселот                   |
| Александра Марија Лара | Емили, војвоткиња од Оксфорда         |
| Џоел Басман            | Гаврило Принцип                       |
| Валери Пахнер          | Мата Хари                             |
| Арон Водовоз           | Феликс Јусупов                        |
| Бранка Катић           | Александра Фјодоровна                 |
| Стенли Тучи            | амбасадор Сједињених Држава / Бедивер |
| Нил Џексон             | капетан Форест                        |
| Алисон Стедман         | Рита                                  |
| Роберт Арамајо         | Аткинс                                |
| Оливије Рихтерс        | Чувар у колиби са лифтом              |
| Тод Бојс               | Алфред Дупонт                         |
| Рон Кук                | надвојвода Франц Фердинанд            |
| Ијан Кели              | Вудро Вилсон                          |
| Дејвид Крос            | Адолф Хитлер                          |
| Аугуст Дил             | Владимир Лењин                        |
| Кесиди Литл            | британски шпијун                      |